# Kommutátor (csoportelmélet)
A matematika csoportelmélet nevű ágában egy {\displaystyle G} csoport két {\displaystyle a,b\in G} elemének kommutátora az {\displaystyle [a,b]=a^{-1}b^{-1}ab} csoportelem. Az elnevezést az indokolja, hogy egy szorzatnak a szorzandók kommutátorával való szorzása megfordítja a szorzandók sorrendjét: {\displaystyle ba[a,b]=baa^{-1}b^{-1}ab=ab}. Két csoportelem éppen akkor felcserélhető egymással, ha a kommutátoruk a csoport egységeleme. Egy csoport éppen akkor Abel-csoport ha benne az egységelem az egyetlen kommutátor.
A kommutátorok homomorf képei maguk is kommutátorok, és speciálisan kommutátorok konjugáltjai is kommutátorok. Ennek megfelelően egy csoport kommutátorainak halmaza teljes konjugáltosztályok uniója.

## Kommutátor-részcsoport
A kommutátorok általában nem alkotnak részcsoportot, mert két kommutátor szorzata nem feltétlenül kommutátor. Beszélhetünk viszont viszont a kommutátorok által generált részcsoportról. Ezt a csoportot {\displaystyle G} kommutátor-részcsoportjának vagy derivált csoportjának nevezzük, és hagyományosan {\displaystyle G^{\prime }}-vel jelöljük.
A kommutátorok homomorf képei maguk is kommutátorok, és speciálisan kommutátorok konjugáltjai is kommutátorok. Ennek megfelelően egy csoport kommutátorainak halmaza teljes konjugáltosztályok uniója. Mivel a kommutátorok halmaza zárt a konjugálásra nézve, az általuk generált részcsoport is az, tehát {\displaystyle G^{\prime }} normálosztó {\displaystyle G}-ben.
A {\displaystyle G/{G'}\,} faktorcsoport kommutatív, mi több, {\displaystyle G^{\prime }} a legszűkebb olyan csoport, amely ezzel a tulajdonsággal bír: Más szóval, ha {\displaystyle G/K\,} kommutatív, akkor szükségképpen {\displaystyle G^{\prime }\subseteq K}.
{\displaystyle G^{\prime }} akkor és csak akkor a triviális csoport, ha {\displaystyle G} kommutatív, hiszen Abel-csoportban az egyetlen kommutátor az 1, és viszont, ha {\displaystyle G^{\prime }} triviális, akkor nincs nemtriviális kommutátor {\displaystyle G}-ben, tehát a csoport kommutatív. A fentiekből következik, hogy egyszerű nemkommutatív {\displaystyle G} csoportokra {\displaystyle G=G^{\prime }}.